# Jeleśnia
Jeleśnia – wieś w Polsce położona w województwie śląskim, w powiecie żywieckim, w gminie Jeleśnia. Położona jest na Żywiecczyźnie.
W latach 1954–1972 należała i była siedzibą władz gromady Jeleśnia, po reformie administracyjnej należy i jest siedzibą władz gminy Jeleśnia. W latach 1975–1998 miejscowość położona była w województwie bielskim. 

## Części wsi
Integralne części wsi Jeleśnia:
przysiółkiJanikówka
części wsiBaranowa, Cwajnowa, Do Szewczyków, Donaci, Janiki, Juraszki, Larysia, Pyrgiesi, Rapacze, Rówienki, Smagoniowa, Sumlasia, Szymury, Waligórowa

## Środowisko

### Położenie i ukształtowanie terenu
Przez Jeleśnię płyną dwie rzeki: Sopotnia i Koszarawa.
Według regionalizacji geograficznej Polski Jerzego Kondrackiego  Jeleśnia leży na pograniczu dwóch regionów geograficznych: w Beskidu Makowskiego i Beskidu Żywieckiego, a granicę między tymi regionami w obrębie Jeleśni stanowi rzeka Koszarawa. Jeleśnia leży u stóp wysokich szczytów Beskidu Żywieckiego: Pilska, Rysianki i Romanki, na południowy wschód od Żywca, oddalona od niego o 14 km. Ukształtowanie terenu jest różnorodne. Różnica wzniesień pomiędzy najniżej położoną Jeleśnią (450 m n.p.m.) a masywem Pilska (1557 m n.p.m.) sięga 1107 m. Jeleśnia sąsiaduje z Przyborowem, Krzyżową, Sopotnią Małą, Sopotnią Wielką, Mutnem, Pewlą Małą i Pewlą Wielką. W dalszej okolicy leżą Koszarawa, Korbielów i Hucisko.

### Przyroda
Powierzchnia gminy wynosi 13 845 ha. Dawniej większe przestrzenie pokrywał las bukowy, jodłowy i modrzewiowy. Obecnie jednak przeważa las świerkowy z dodatkiem sosny i jodły, zwłaszcza w reglu górnym. Z powodu gospodarki leśnej tylko gdzieniegdzie zachowały się niewielkie ostępy dawnej puszczy karpackiej. Dzisiaj chronią je rezerwaty: na Pilsku (15,41 ha), w pobliżu Hali Rysianka o powierzchni 26,7 ha (stary drzewostan złożony z jodeł, buków, świerków i jaworów, liczących 190-230 lat) oraz rezerwat Romanka (98,45 ha), ze wspaniałym lasem świerkowym górnoreglowym.
Gleby są płytkie, ze znaczną domieszką krzemionki, próchnicy, żelaza, a w partiach niższych są piaszczysto-gliniane.

### Klimat
Klimat Jeleśni właściwy jest strefie górskiej i charakteryzuje się dużą amplitudą średnich temperatur rocznych oraz wysokimi, często gwałtownymi opadami w okresie letnim, które wywołują spiętrzanie się wód, a nawet powodzie. Główne rzeki – Koszarawa i Sopotnia – kumulują po drodze wody mniejszych potoków (Krzyżówka, Glinna i Buczynka), tworząc erozyjną dolinę, w której położona jest główna część miejscowości. Ilość opadów w ciągu roku mieści się w granicach 945–1510 mm. Średnia temperatura roczna wynosi 7,7 °C.

## Historia Jeleśni
Pierwsze piśmiennicze wzmianki o Jeleśni pochodzą z XVI wieku, jednak historia regionu sięga setki lat wstecz. Cała Żywiecczyzna należała od najdawniejszych czasów historycznych do kasztelanii oświęcimskiej i do dzielnicy krakowskiej. Pod koniec XII w. kasztelania oświęcimska weszła w skład śląskiego księstwa raciborskiego, a ok. 1315 r. w skład księstwa oświęcimskiego.
Przełom XIV i XV wieku to okres, który charakteryzował się osłabieniem władzy królewskiej przy równoczesnym wzroście wpływów możnych. Trwały ciągłe spory, które rozstrzygano przy użyciu siły. Dochodziło do zbrojnych starć i najazdów, po okolicy grasowały zbrojne drużyny panów małopolskich oraz bandy rabusiów. Gdy zamieszki przybrały na sile, król Kazimierz IV Jagiellończyk wykupił po długich pertraktacjach w 1457 roku księstwo oświęcimskie, przyłączył je do województwa krakowskiego i w 1474 oddał je Piotrowi Komorowskiemu.
Do początku XVII wieku tereny te pozostały we władaniu magnackiej rodziny Komorowskich herbu Korczak. Po śmierci Krzysztofa Komorowskiego w 1608 r. Żywiecczyzna podzielona została na trzy „państwa”: suskie, ślemieńskie i żywieckie, którego centrum stanowił Żywiec. Jeleśnia weszła w skład tego ostatniego. W 1624 r. Mikołaj Komorowski oddał dobra żywieckie w zastaw królowej Konstancji, żonie Zygmunta III Wazy.
Wiadomo, że w miejscowości już w 1595 roku istniał kościół filialny parafii żywieckiej. W 1628 r. królowa Konstancja erygowała w Jeleśni samodzielną parafię. Erekcję zatwierdził biskup krakowski Marcin Szyszkowski.
Z czasem dobra suskie i ślemieńskie, w wyniku zawartego małżeństwa, weszły w posagu do rodziny Wielopolskich, która w 1676 roku wykupiła od egzekutorów testamentu Jana Kazimierza również dobra żywieckie i stała się w ten sposób właścicielem dawnych posiadłości Komorowskich. W rękach tej rodziny znajdowały się one aż do początku XIX wieku. W 1772 roku Żywiecczyzna znalazła się pod zaborem austriackim, a w 1838 roku nabyli ją Habsburgowie, którzy posiadali ją do 1945 roku.
Przewodnik turystyczny z 1914 roku tak opisał miejscowość: Wieś o 3000 m[ieszkańców], ważna stacya turystyczna dla turystów, dążących na Pilsko i Babią Górę. Biegnie stąd gościniec do Polhory na Węgrzech przez przełęcz Na Hlinie; wózek można dostać w gospodzie Witeka. Restauracye (gdzie można też przenocować) Kubicy koło dworca i Witeka koło kościoła, nadto kilka szynków żydowskich. Na okoliczne góry ścieżki znaczone; ruch turystyczny i narciarski bardzo duży, przeważnie niemiecki... 

## Zabytki
Kościół parafialny pw. św. Wojciecha
Inne budowle sakralne
- Murowana kaplica z początku XIX wieku znajdującą się w Jeleśni Dolnej z kamienną figurą Chrystusa upadającego pod krzyżem z 1826 roku. Ponadto do czasów współczesnych przetrwał szereg kamiennych figur i kapliczek przydrożnych pochodzących z przełomu XIX i XX wieku.

Stara Karczma
Stoi przy dawnym trakcie handlowym nazwanym szlakiem miedziowym.

## Imprezy
- „Gody Jeleśniańskie” – przegląd grup kolędniczych i zespołów jasełkowych oraz wystawa zdobnictwa bibułkowego – styczeń i luty
- „Wiosenny Redyk” – obrzęd wypędzania owiec na halę – maj
- „Dni Jeleśni” – impreza folklorystyczna od 1981 roku – lipiec
- „Hołdymas gazdowski” – impreza podsumowująca sezon prac polowych
- „Puchar Korbielowa” – zawody narciarskie – ferie zimowe
- „Puchar Pilska” – zawody narciarskie – marzec

## Zakwaterowanie
- Centrum Konferencyjno-Wypoczynkowe „Vesta”
- Pools Nederlands pension „Villa Martin”
- kwatera noclegowa Tara
- DW Maria
- kwatera noclegowa Jaś i Małgosia

## Zakłady pracy
Jednym z większych zakładów pracy jest „APTIV Services Poland S.A”. W 2005 roku powstała rozlewnia wód mineralnych „Żywiec Zdrój”.

## Przysiółki
(w nawiasach podano zasięg terytorialny, według ulic)
- Bory Juraszkowe (część ul. Myśliwskiej, ul. Nad Sopotnią, ul. Tartaczna)
- Do Boru (część ul. Myśliwskiej)
- Gajka (ul. Jałowcowa)
- Kiełbasów (ul. Kiełbasów, ul. Leśna)
- Pyrgiesi (ul. Energetyczna, ul. Pyrgiesów)
- Stara Wieś (ul. Brzozowa, ul. Bukowa, ul. Grabowa, ul. Jaśminowa, ul. Jesionowa, ul. Malinowa, ul. Porzeczkowa, ul. Starowiejska)
- Szymury (ul. Szymury)

## Dojazd
Autobusem: z Żywca, kurs: Żywiec-Pewel Wielka (tylko do dworca PKP), Żywiec-Sopotnia Mała, Żywiec-Sopotnia Wielka, Żywiec-Koszarawa, Żywiec-Korbielów, Żywiec-Krzyżówki, Kraków-Korbielów (kurs przyspieszony).
Pociągiem: relacja: Żywiec-Sucha Beskidzka oraz Zakopane-Katowice